# Иванов, Иван Григорьевич (филолог)
Ива́н Григо́рьевич Ивано́в (15 мая 1935, дер. Чодраял, Куженерский район, Марийская АССР — 11 февраля 2012, Йошкар-Ола) — советский и российский филолог, профессор Марийского государственного университета, декан историко-филологического факультета Марийского государственного университета. Действительный член Академии гуманитарных наук.

## Биография
С 1955 по 1964 год учился в Марийский государственный педагогический институт имени Н. К. Крупской на историко-филологическом факультете. С 1961 по 1964 год проходил аспирантуру в Тартуском государственном университете на кафедре финно-угорских языков. Через год после окончания аспирантуры защитил кандидатскую диссертацию, а в 1975 году — докторскую диссертацию.
С 1975 по 2012 год работал в Марийском государственном университете. Сначала заведующим кафедры марийской филологии, затем деканом историко-филологического факультета, профессором кафедры финно-угорских языков. С 2000 года занимал должность заведующим кафедры марийского языка. С 2006 года был профессором кафедры марийского языка.

## Звания и награды
- Заслуженный работник высшей школы Российской Федерации
- Заслуженный деятель науки Марийской АССР (1979)
- Кавалер ордена Крест Марьямаа четвёртой степени Эстонской Республики[3]